# Darkride
Een darkride (Nederlands: donkere rit) is een overdekte pretparkattractie. De bezoeker wordt door de verschillende scènes geleid in een transportmiddel dat een vast traject volgt. Bij een darkride kunnen verschillende vervoerstypen gebruikt worden, zoals boten of (hangende) gondels die zich op een 'lage' snelheid voortbewegen. Tijdens de rit zijn audiovisuele effecten (zoals rook en vuur), animatronics (bewegende poppen) en geureffecten waar te nemen, om de rit zo realistisch mogelijk over te laten komen. De muzikale omlijsting draagt bij aan het effect. Grote attractieparken laten vaak eigen soundtracks componeren en opnemen voor hun darkrides. De oorsprong van de darkride kan men terugvinden op de kermis zoals het spookhuis en de "Tunnel of Love".

## Geschiedenis
De darkride vindt zijn oorsprong op de kermis rond 1900. Men vond er spookhuizen, waarbij bezoekers in een voertuig een traject aflegde en ook de 'tunnel of love' werd geïntroduceerd op de kermis, een darkride met een romantisch thema waarbij boten door een overdekt kanaal varen. Toen der tijd werd dit attractietype Old Mill genoemd.
In de jaren 20 van de 20e eeuw opende het Tumbling Dam Amusement Park in New Jersey de darkride Pretzel. Aanvankelijk wilde ze een Old Mill bouwen, maar de kosten waren te hoog. Er werd gekozen voor een spookhuis, waarbij voertuigen voor twee personen via een rails een traject aflegden. De darkride was zo'n succes dat de ontwerpers in 1928 de Pretzel Amusement Ride Company oprichten op om meer soortgelijke darkrides te bouwen. Uiteindelijk heeft dit bedrijf 1400 darkrides gebouwd en is 1979 opgehouden te bestaan, nadat de eigenaar de rechten van de attractie verkocht.
In 1955 opende Disneyland, het latere Disneyland Park Anaheim. In het park waren diverse darkrides te vinden, waarna in de loop van de jaren die daarop volgde er meer darkrides in Disney-parken gebouwd werden. Een voorbeeld van een Disney-darkrides van het eerste uur zijn: Snow White's Scary Adventures en Peter Pan's Flight. De darkrides van Disney-parken hebben in de decennia die daarop volgde veel invloed op darkrides in andere attractieparken. In 1967 werd de eerste darkride dat gebruikt maakte van het omnimoversysteem geopend. Deze was te vinden in de inmiddels afgebroken Disney-attractie Adventure Thru Inner Space.
Vanaf de jaren 80 werden er grootschalig darkrides in Europese attractieparken gebouwd zoals in: Phantasialand, Bobbejaanland, Europa-Park, Legoland Billund en de Efteling. Hierbij werd veelal inspiratie gehaald uit Disney-parken. Ook werd in de jaren 80 de eerste Interactieve darkride geopend. El Paso in het attractiepark Bobbejaanland opende in 1988. Met behulp van laserpistolen diende men op doelen in de scènes te schieten. Bij een schot dat raak was, werd er een voorwerp of animatronic in beweging gebracht. Van een puntentellingsysteem was nog geen sprake.

Vanaf eind jaren 90 begonnen ontwerpers modernere technieken te gebruiken voor darkrides zoals: 3D-effecten, digitale speciale effecten en nieuwe transportsystemen zoals de trackless darkride en simulatordarkride. De eerste simulatordarkride was The Amazing Adventures of Spider-Man geopend in 1999. In de jaren 00 kwamen er interactieve darkrides, waarbij de fysieke doelen werden vervangen door 3D-schermen. In 2010 opende in Universal's Islands of Adventure de attractie Harry Potter and the Forbidden Journey eerste darkride die als transportsysteem gebruik maakt van robotarmen (robocoaster). In 2016 opende de interactieve darkride LEGO NINJAGO The Ride. De eerste darkride ter wereld, waarbij de laserpistolen vervangen werden door de handen van bezoekers.

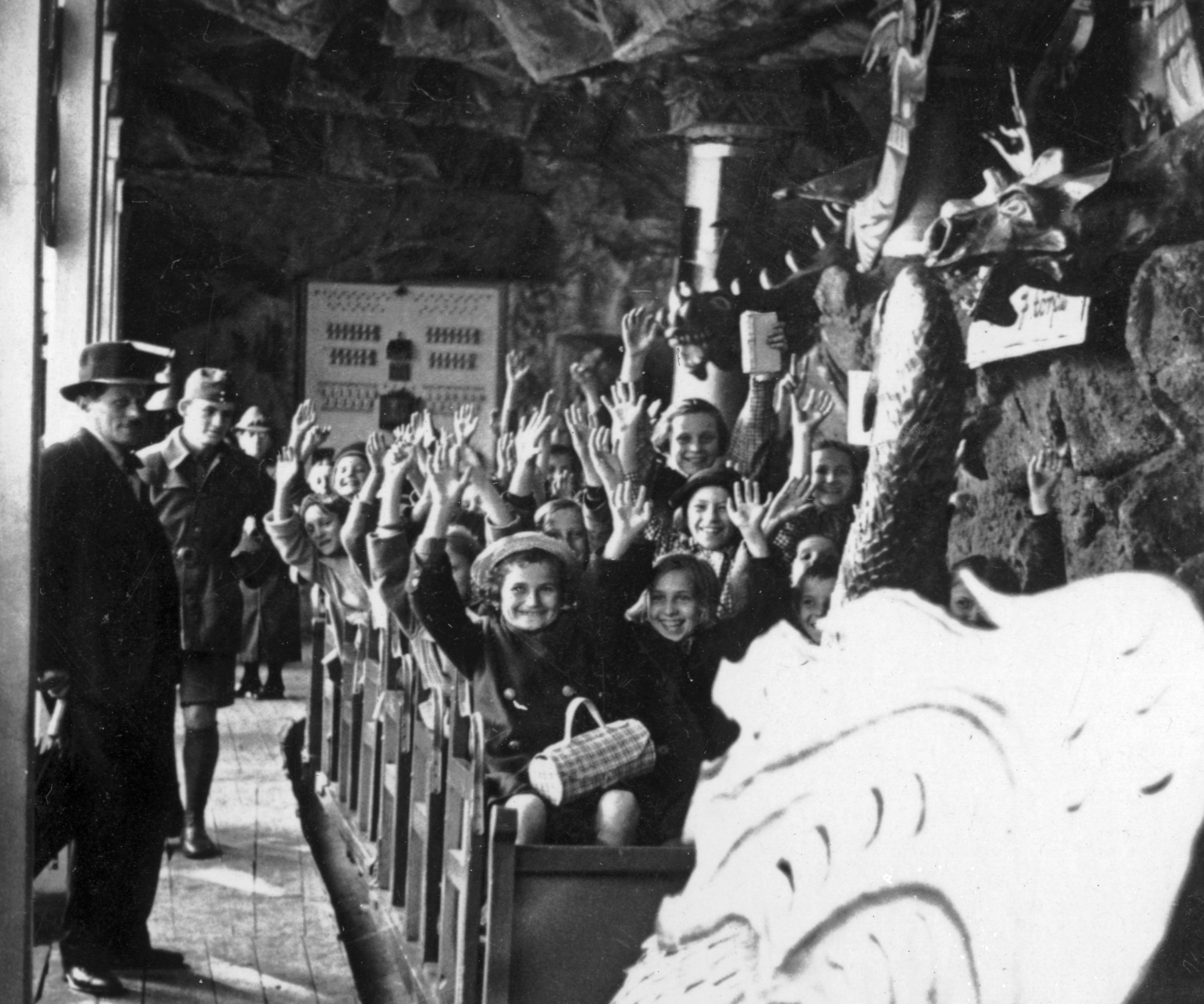
De darkride Barlangvasút in Budapest 1937.
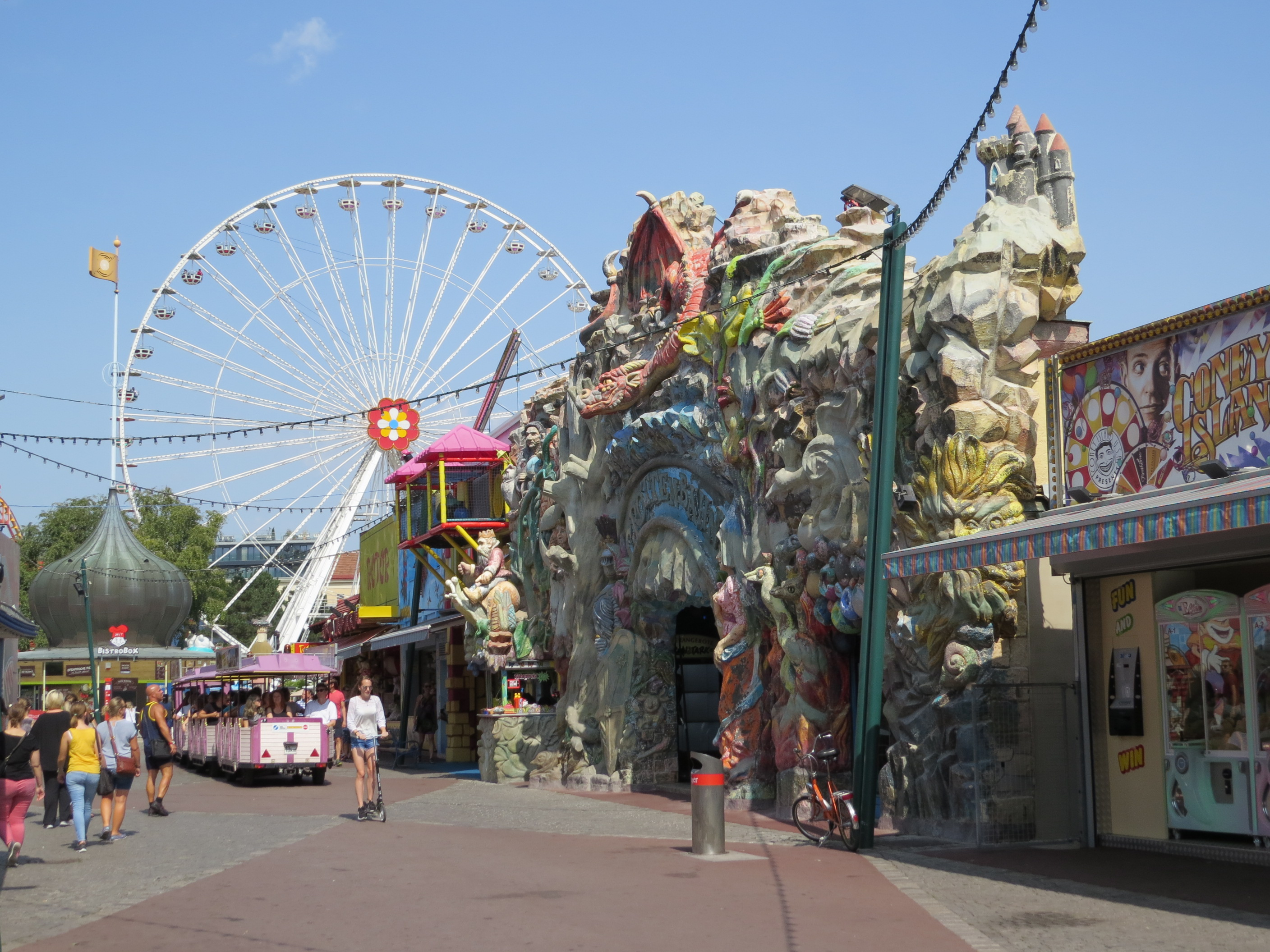
Darkride uit 1950 in Prater.
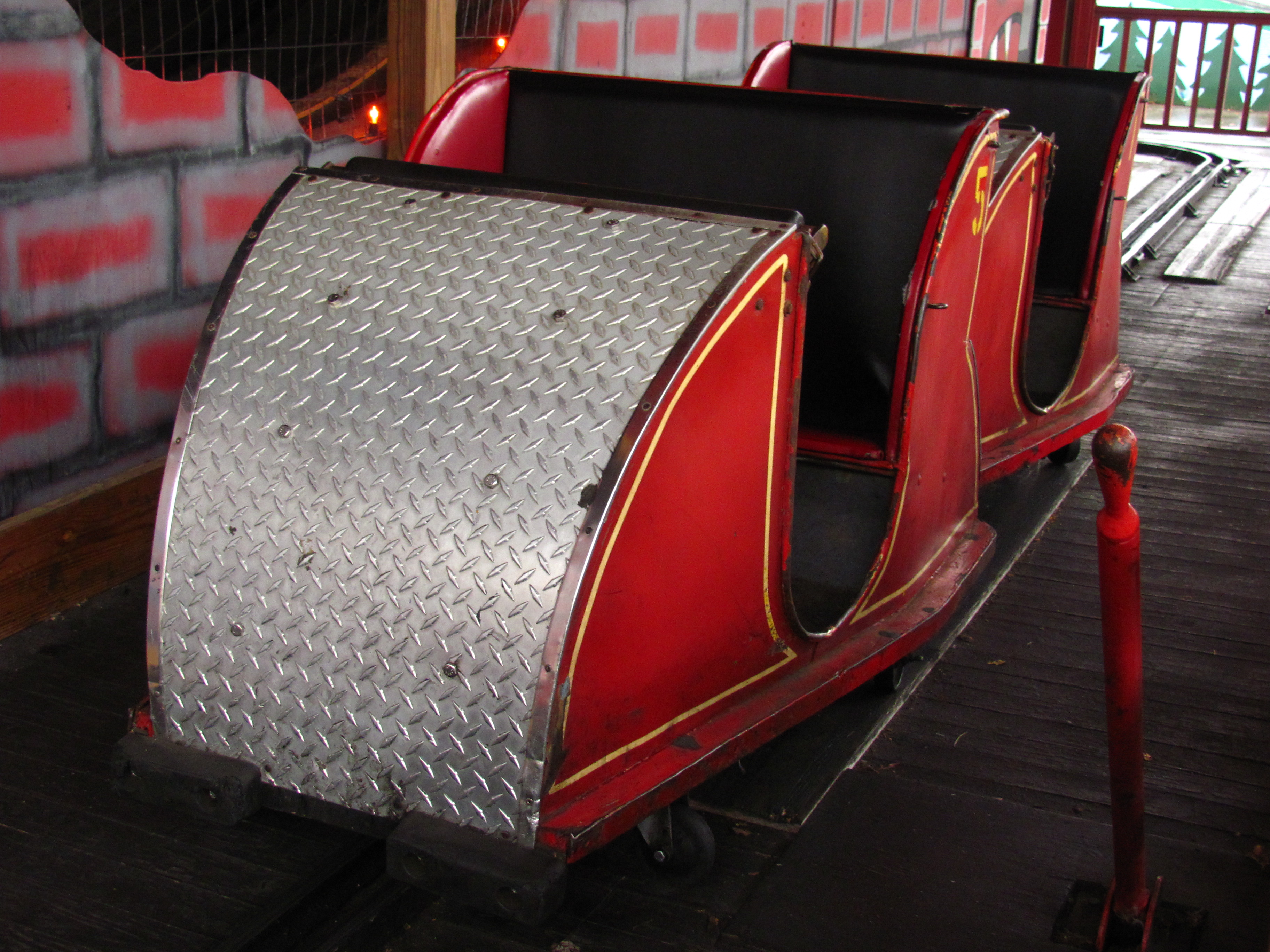
Een voertuig dat door de Pretzel Amusement Ride Company is geproduceerd.
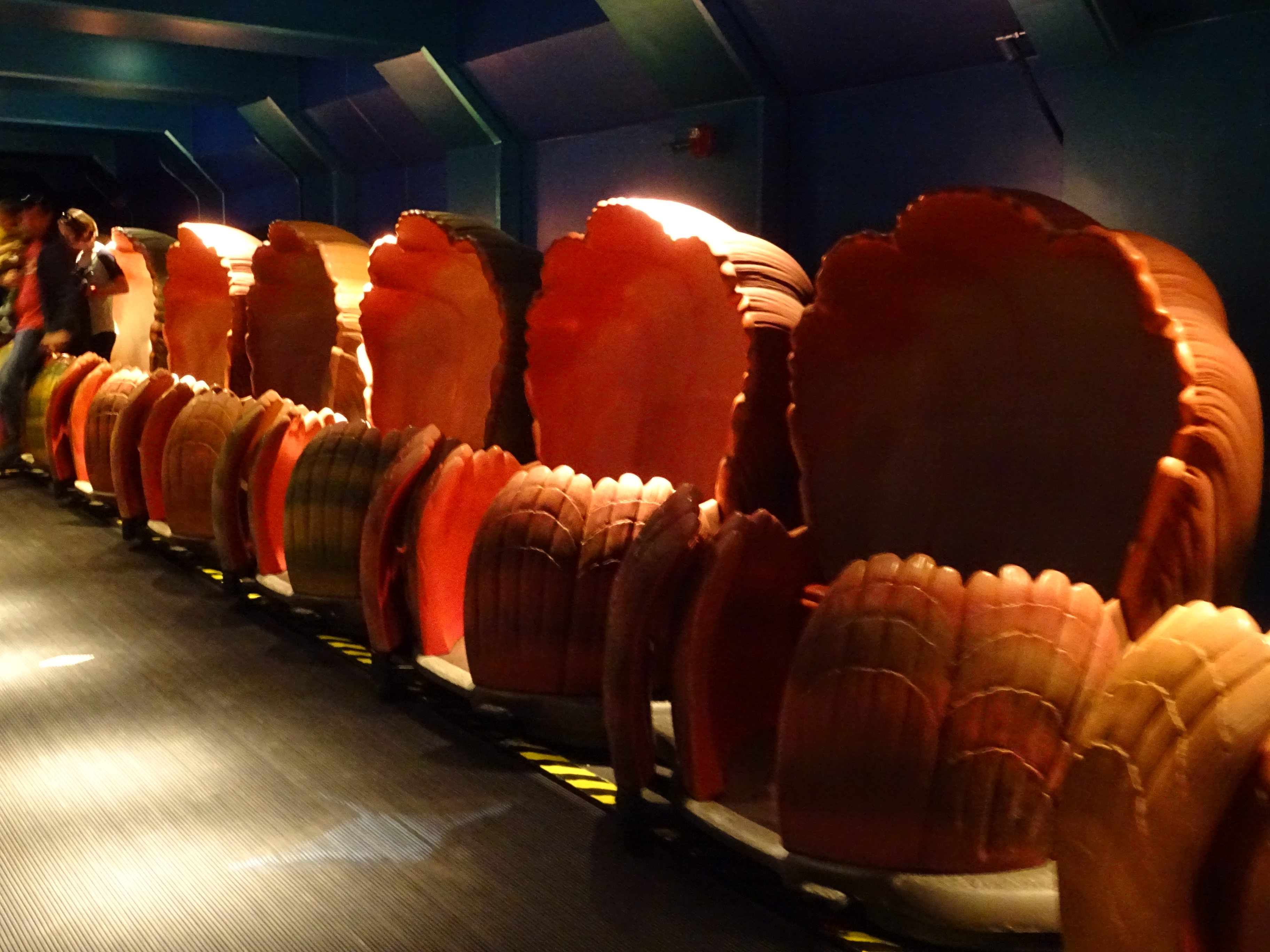
The omnimover werd in 1967 geïntroduceerd.
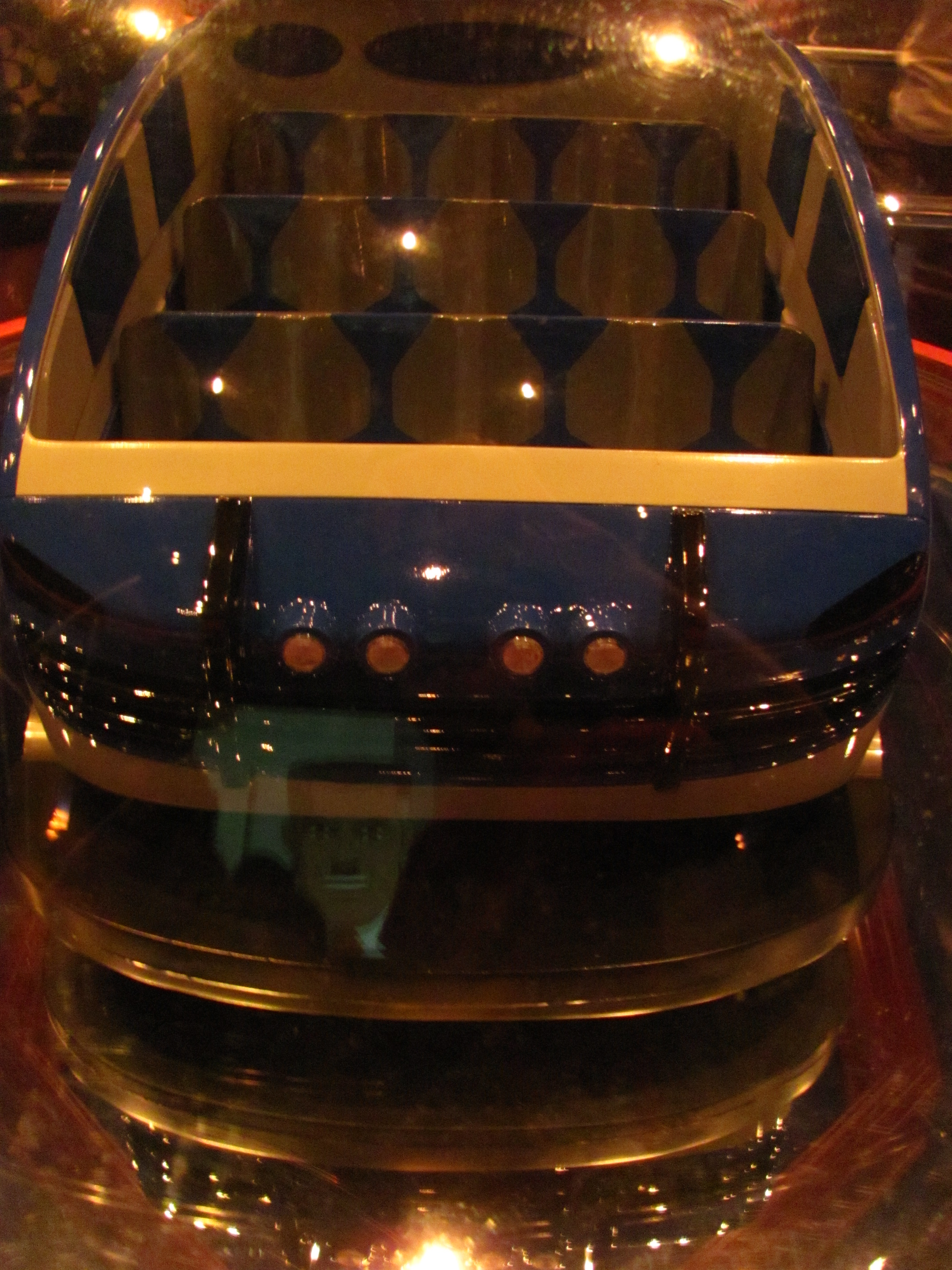
Voertuig van de eerste simulatordarkride ter wereld uit 1999.
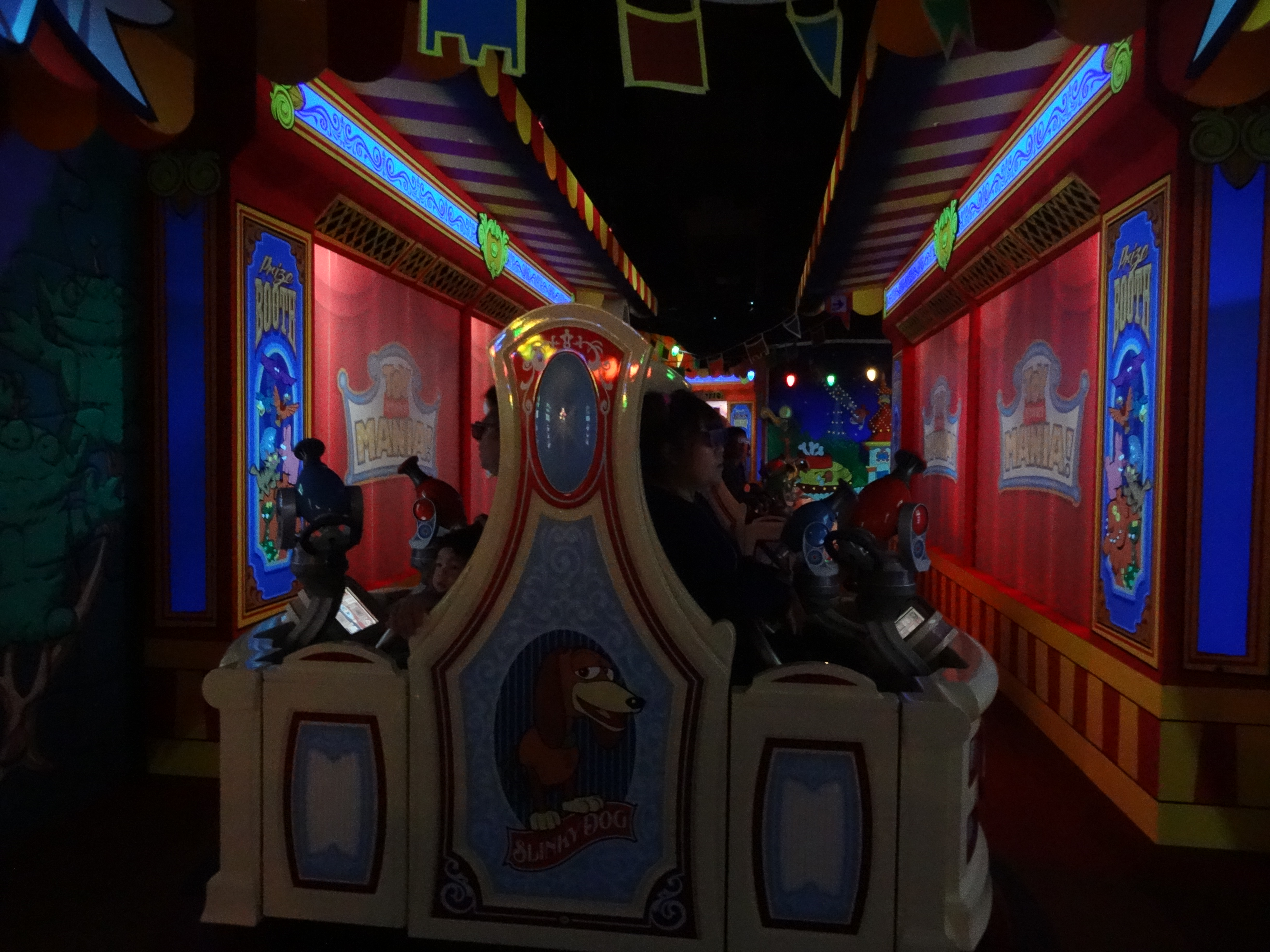
In de jaren 00 kwamen er interactieve darkrides, waarbij gebruik werd gemaakt van 3D-schermen i.p.v. fysieke doelen.
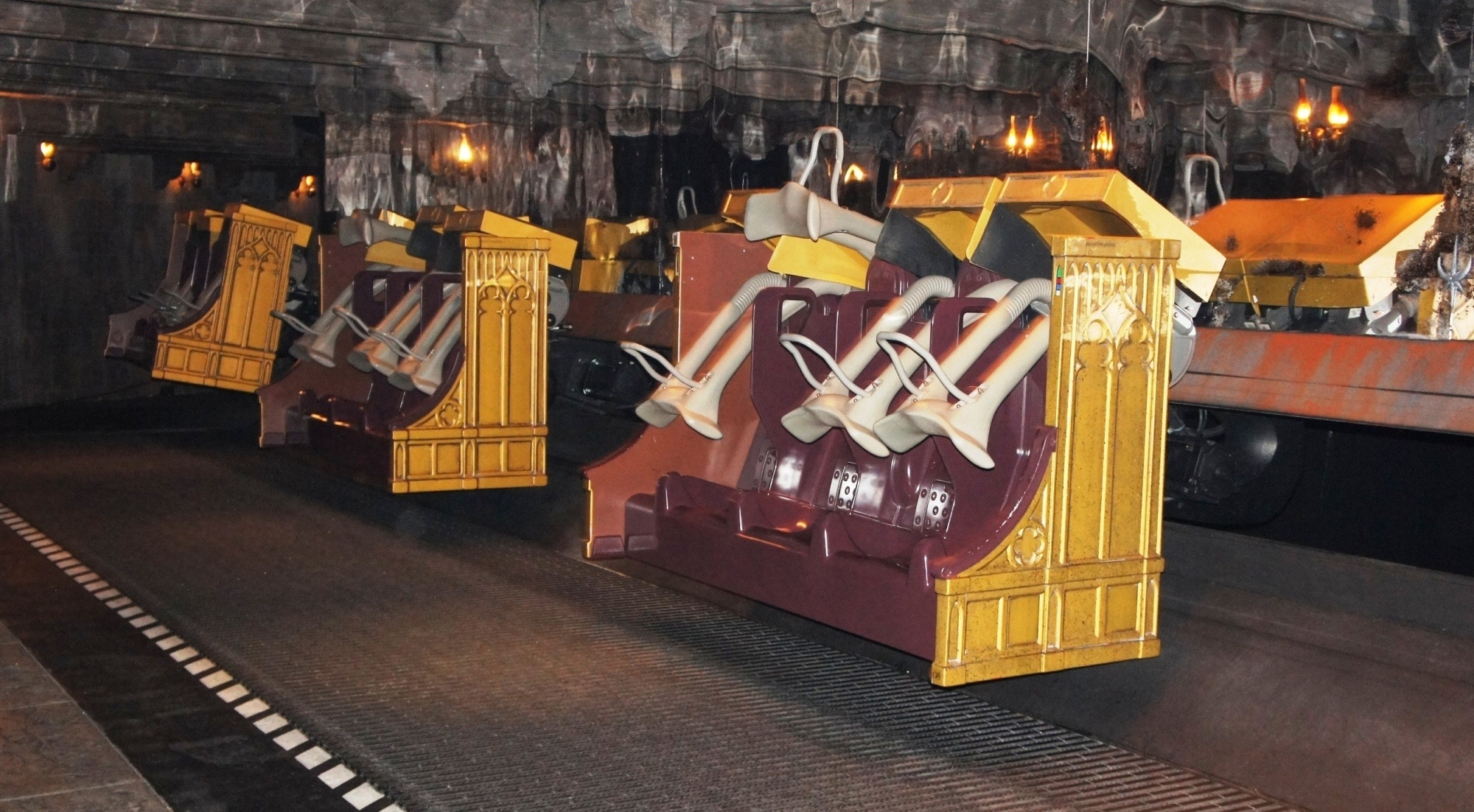
De zitplaatsen van een robocoaster uit 2010.
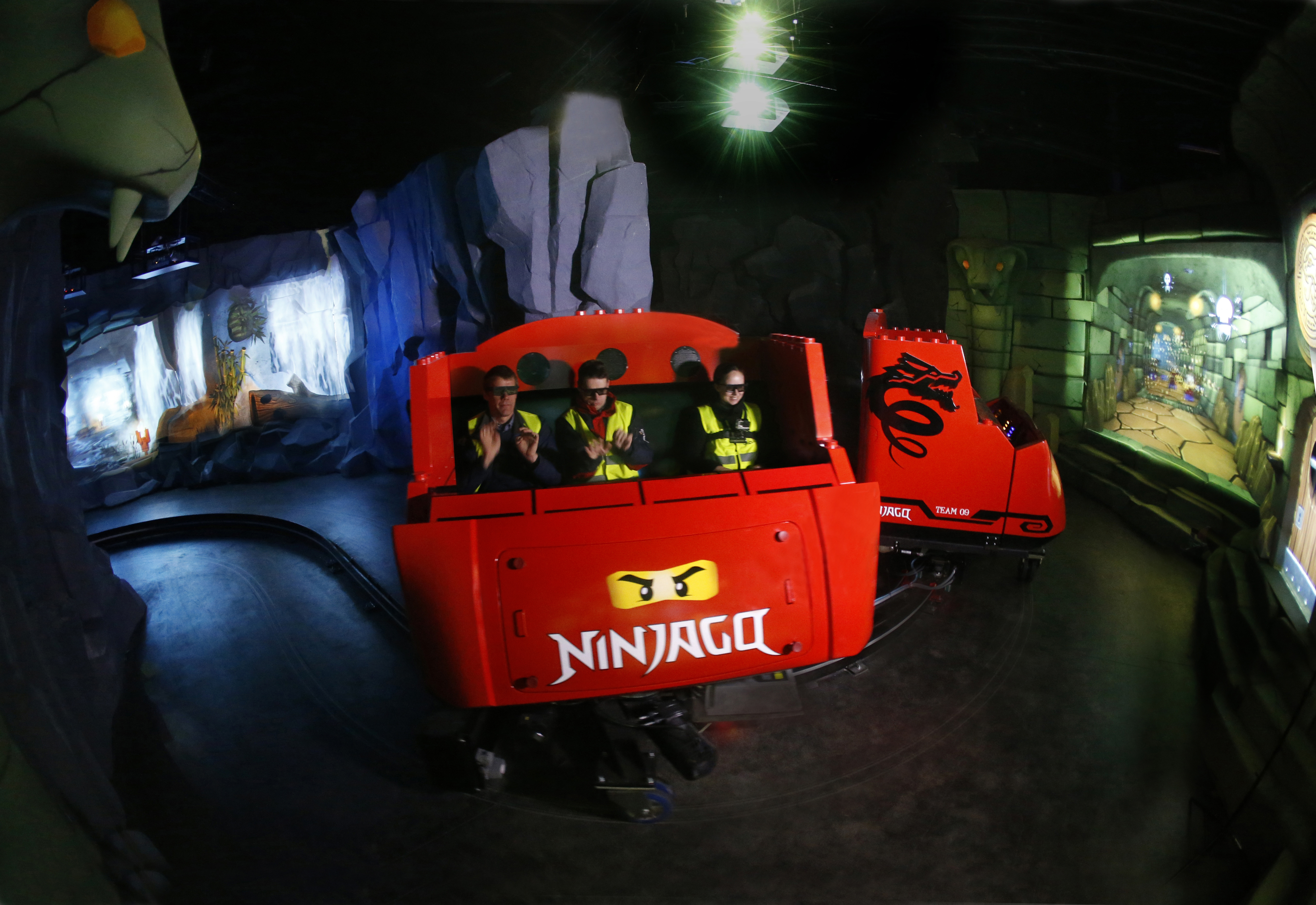
LEGO NINJAGO The Ride; de eerste interactieve darkride (2016), waarbij de laserpistolen vervangen zijn voor de handen van de bezoekers.

## Decoratie
De scènes in een darkride zijn meestal opgebouwd rond een centraal thema, zoals een legende of een horrorthema. De verschillende scènes die de bezoeker tijdens de rit doorloopt zijn dan ook naar dit thema ingevuld. Sommige darkrides beelden een verhaal uit, andere hebben alleen qua thema samenhangende scènes. Mede door de speciale effecten zoals: rook, nevel, vuur, geur, licht, water, digitale effecten en de animatronics die opgesteld staan in de scènes zijn darkrides kostbare attracties om te bouwen. Tevens nemen darkrides veel ruimte in. Een deel daarvan, zal voor de bezoekers niet of nauwelijks zichtbaar zijn. Achter de schermen van darkrides bevinden zich meerdere ruimtes, van waaruit alles bestuurd wordt zoals animatronics en het transportsysteem. Het onderhoud is daardoor een stuk duurder en de bouwtijd duurt een stuk langer dan van bijvoorbeeld een achtbaan. Vanwege de hoge kosten en de oppervlakte van een darkride zijn maar sporadisch darkrides op kermissen te vinden. Een darkride is niet eenvoudig te vervoeren.

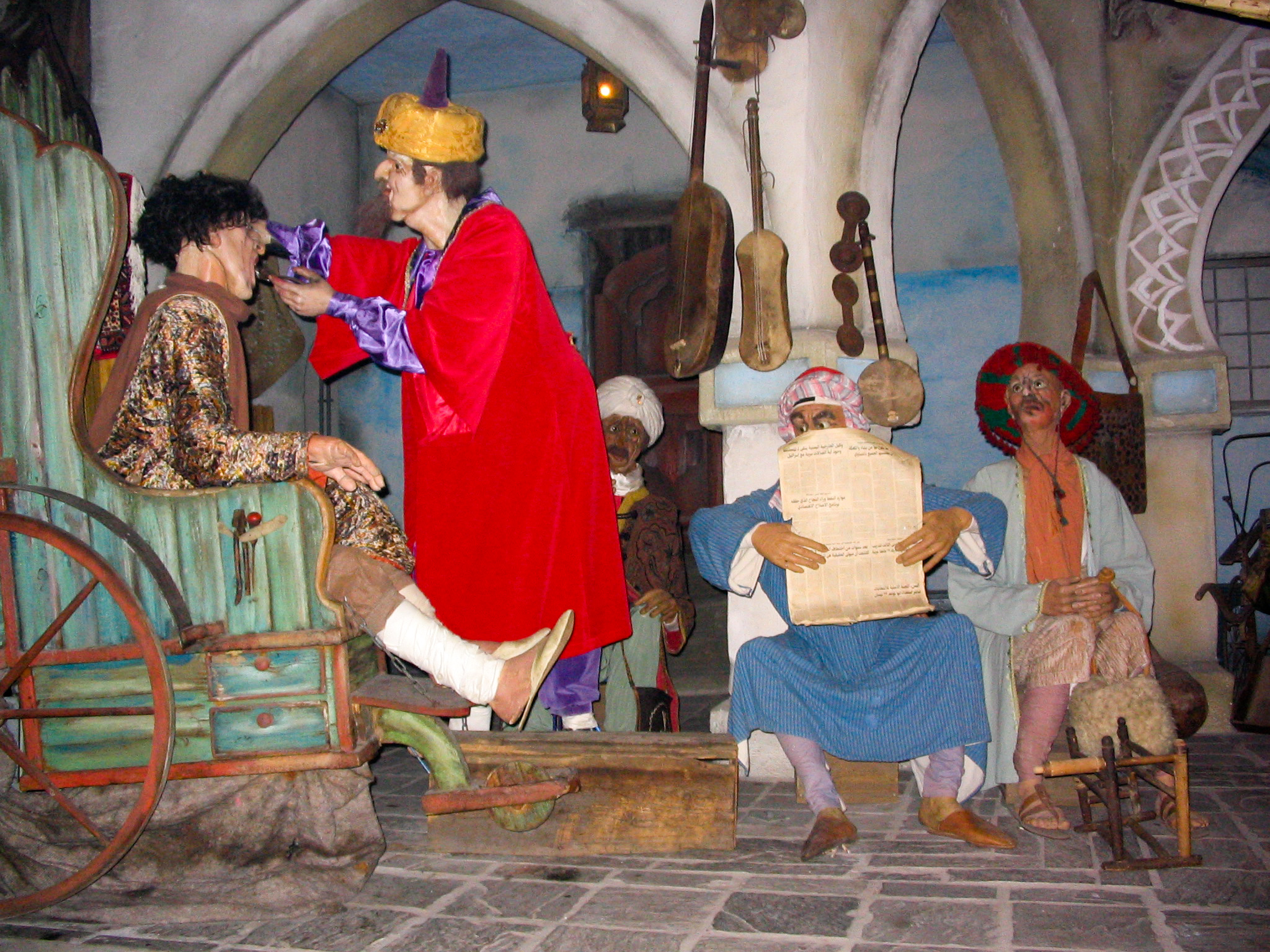
Animatronics in de dark water ride Fata Morgana.
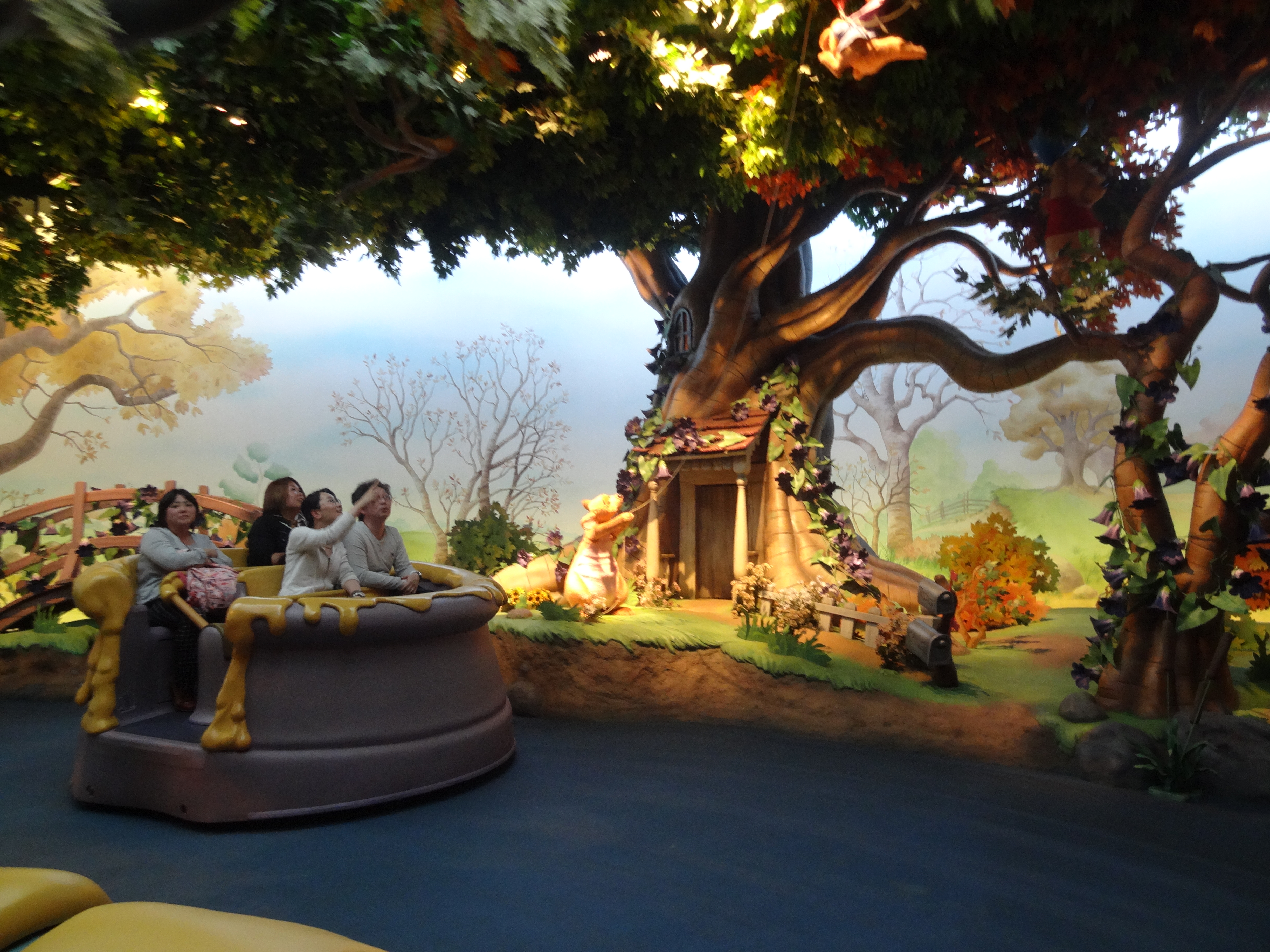
De juiste belichting (soort, sterkte, kleur) kan de belevenis versterken.

## Soorten
Er bestaan verschillende soorten darkrides:
- Dark water ride
- Hangende darkride
- Interactieve darkride
- Simulator darkride
- Omnimover
- Trackless darkride

### Ghost train
In het Verenigd Koninkrijk en Australië worden darkrides met een horrorthema ghost trains genoemd. Die naam is afkomstig van een Engels toneelstuk uit 1923. De eerste darkride die de naam Ghost train gebruikte, was die in Pleasure Beach Blackpool. In Australië is een ghost train in het Luna Park in Melbourne. Eerder was er ook een in het Luna Park in Sydney, maar deze is in 1979 door een brand verwoest.

## Locaties
Lijsten met voorbeelden van darkrides naar land:
- Lijst van darkrides in België
- Lijst van darkrides in Denemarken
- Lijst van darkrides in Duitsland
- Lijst van darkrides in Frankrijk
- Lijst van darkrides in Japan
- Lijst van darkrides in Nederland
- Lijst van darkrides in de Verenigde Staten

Categorie · Afbeeldingen